# 주뮌헨 퀘벡 정부 대표부
주뮌헨 퀘벡 정부 대표부(프랑스어: Délégation générale du Québec à Munich, 영어: Quebec Government Office in Munich, 독일어: Vertretung der Regierung von Québec in München)는 독일 뮌헨에 위치한 퀘벡 정부 대표부이다. 1970년에 정식 개관했으며 총대표부 지위를 갖고 있다. 이 공관은 독일, 오스트리아, 스위스를 관할하며 산하 공관으로 주베를린 퀘벡 무역 사무소(프랑스어: Antenne du Québec à Berlin, 영어: Quebec Trade Office in Berlin, 독일어: Vertretung der Regierung von Québec - Berlin)를 두고 있다.
주뮌헨 퀘벡 정부 대표부는 문화, 예술, 교육 분야에서 캐나다 퀘벡주와 독일, 오스트리아, 스위스의 개인·기관과의 교류를 주선하며 퀘벡주와 이들 국가 간의 경제, 문화, 교육, 관광, 투자 활성화에 기여한다. 대표부는 독일, 오스트리아, 스위스에서 사업을 원하는 퀘벡주의 기업들과의 연락을 제공하고 이들 국가의 경제 환경과 최신 동향을 전달하는 역할을 수행한다. 그 외에 독일, 오스트리아, 스위스에서 상호 협력, 파트너 관계를 맺기 원하는 퀘벡주의 정부 부처, 관련 기관 및 단체를 지원한다.

## 같이 보기
- 퀘벡 정부 대표부